# A' Katīgoria 2001-2002
L'edizione 2001-2002 della A' Katīgoria fu la 63ª del massimo campionato di calcio cipriota; vide la vittoria finale dell'APOEL, che conquistò il suo diciassettesimo titolo.
Capocannoniere del torneo fu Wojciech Kowalczyk dell'Anorthōsis con 24 reti.

## Formula
Le 14 squadre partecipanti disputarono il campionato incontrandosi in due gironi di andata e ritorno, per un totale di 26 giornate. Erano previste tre retrocessioni.

## Classifica finale
|  | Pos. | Squadra            | Pt | G  | V  | N | P  | GF | GS  | DR  |
|  | ---- | ------------------ | -- | -- | -- | - | -- | -- | --- | --- |
|  | 1    | APOEL              | 59 | 26 | 18 | 5 | 3  | 66 | 22  | +44 |
|  | 2    | Anorthōsis (CC)    | 58 | 26 | 18 | 4 | 4  | 71 | 31  | +40 |
|  | 3    | AEL Limassol       | 54 | 26 | 17 | 3 | 6  | 47 | 27  | +20 |
|  | 4    | Omonia (C)         | 53 | 26 | 17 | 2 | 7  | 56 | 35  | +21 |
|  | 5    | Olympiakos Nicosia | 42 | 26 | 13 | 3 | 10 | 53 | 45  | +8  |
|  | 6    | Ethnikos Achnas    | 42 | 26 | 13 | 3 | 10 | 46 | 38  | +8  |
|  | 7    | AEK Larnaca        | 41 | 26 | 13 | 2 | 11 | 56 | 42  | +14 |
|  | 8    | EN Paralimni       | 39 | 26 | 11 | 6 | 9  | 42 | 38  | +4  |
|  | 9    | AEP Paphos         | 38 | 26 | 11 | 5 | 10 | 54 | 45  | +9  |
|  | 10   | Apollōn Limassol   | 36 | 26 | 10 | 6 | 10 | 56 | 48  | +8  |
|  | 11   | Alkī Larnaca       | 28 | 26 | 8  | 7 | 11 | 37 | 37  | +0  |
|  | 12   | Ethnikos Assia     | 17 | 26 | 7  | 6 | 13 | 39 | 70  | -31 |
|  | 13   | Doxa Katōkopias    | 9  | 26 | 3  | 2 | 21 | 30 | 84  | -54 |
|  | 14   | Ermīs Aradippou    | 1  | 26 | 0  | 1 | 25 | 16 | 107 | -91 |

- (C): Campione nella stagione precedente
- (CC): Vince la Coppa di Cipro

### Verdetti
- APOEL Campione di Cipro 2001-2002.
- Ethnikos Assia, Doxa Katokopia e Ermis Aradippou retrocesse in Seconda Divisione.

### Qualificazioni alle Coppe europee
- UEFA Champions League 2002-2003: APOEL qualificato al primo turno preliminare.
- Coppa UEFA 2002-2003: Anorthosis qualificata; AEL Limassol qualificata al turno preliminare.
- Coppa Intertoto 2002: Enosis Paralimni qualificato.